# می‌یرکورئا چوک
شهر می‌یرکورئا چوک (رومانیایی: Miercurea Ciuc؛ ‏ تلفظ رومانیایی: [ˈmjerkure̯a t͡ʃjuk]؛ ‏ ) در شهرستان هرگیتا در کشور رومانی واقع شده‌است.
جمعیت این شهر ۴۱٬۸۵۲ نفر است.

## نگارخانه

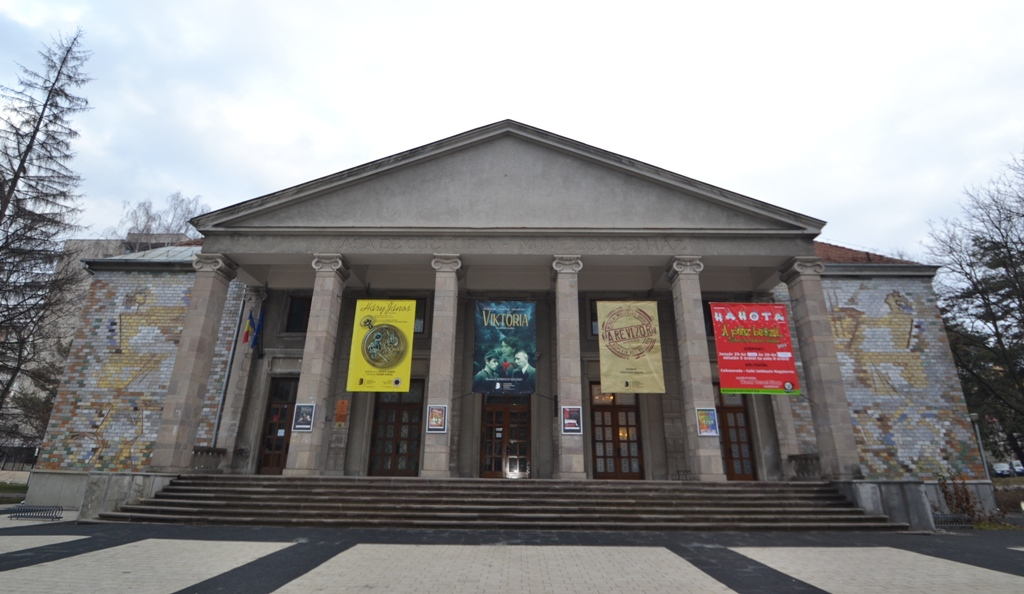
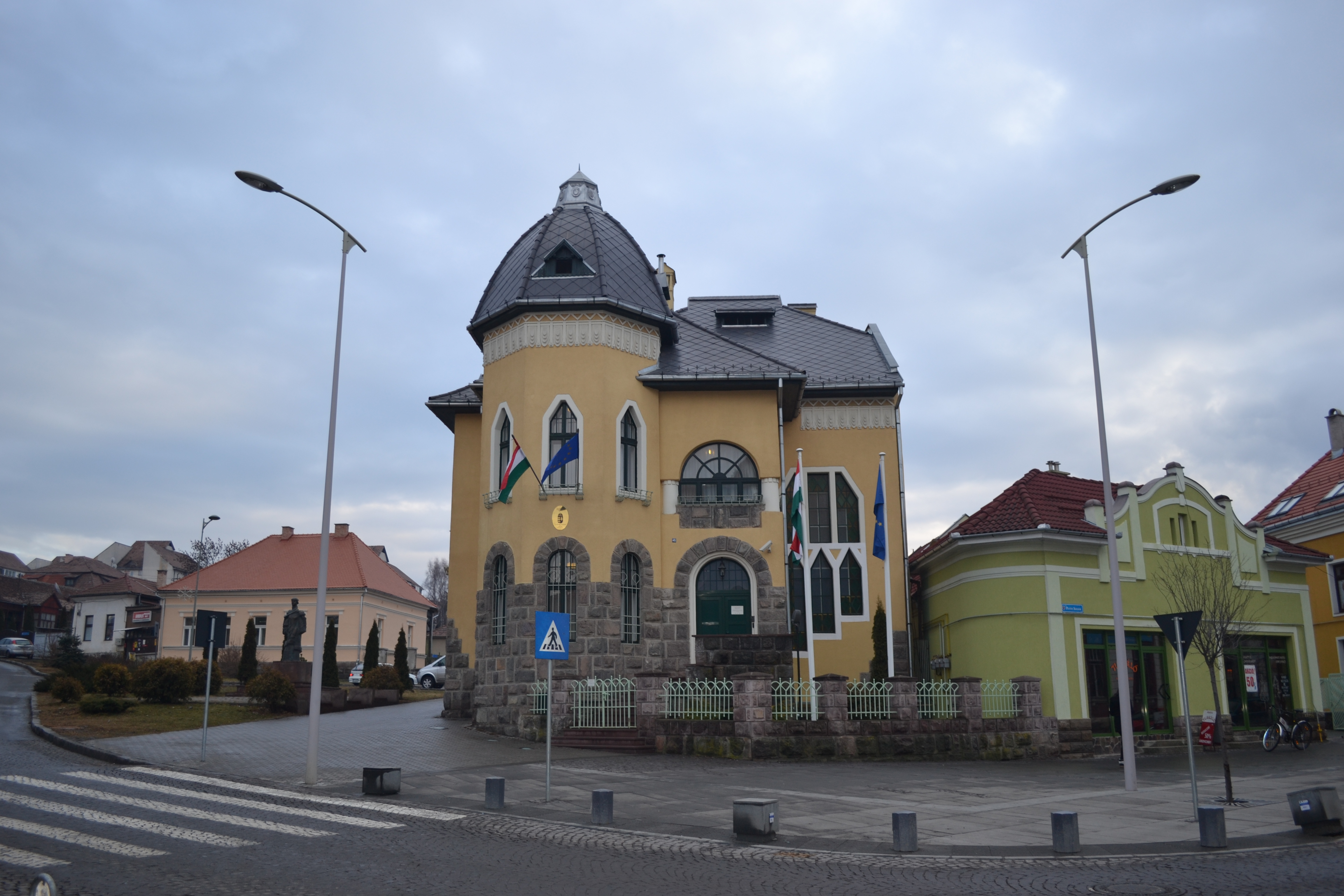
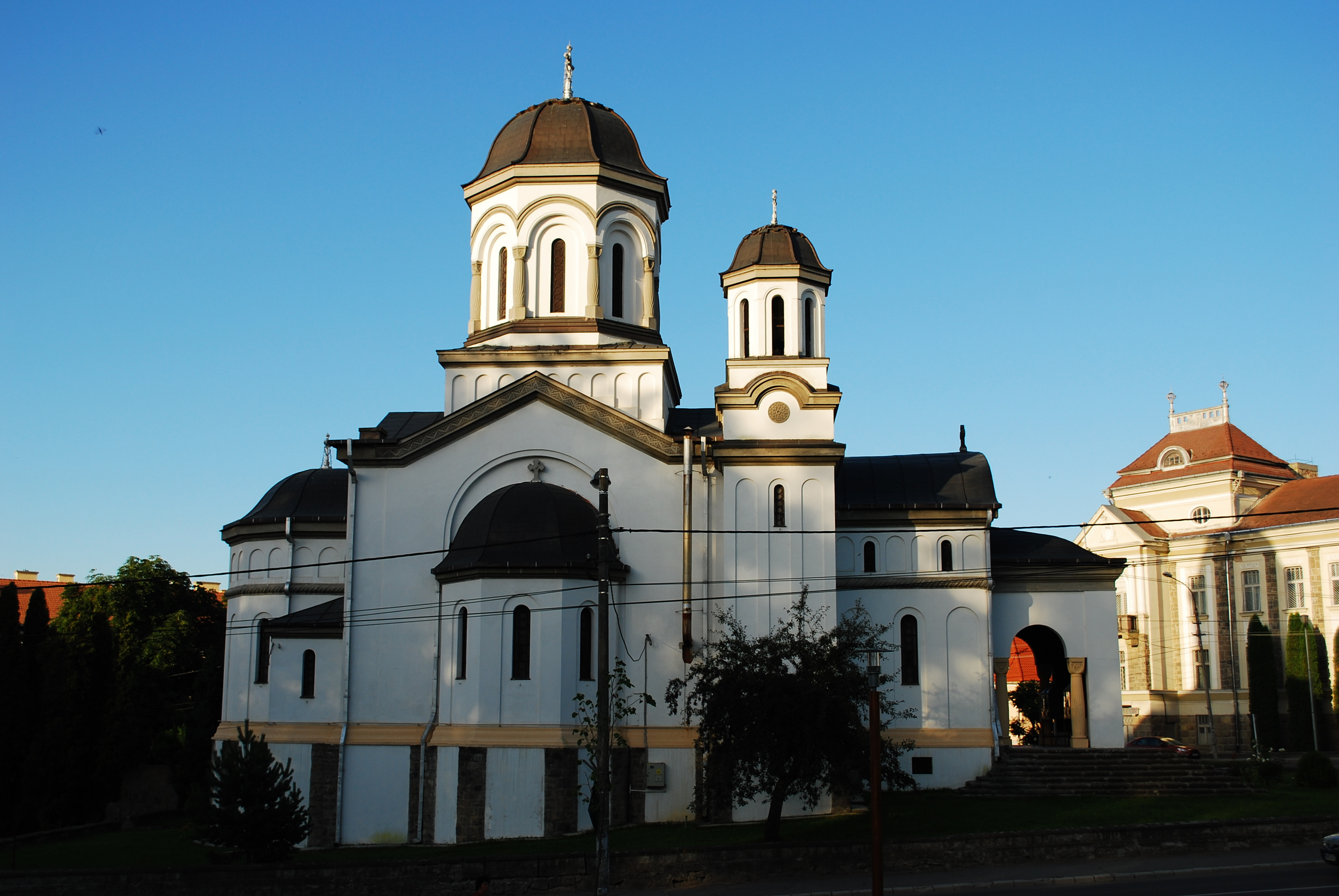
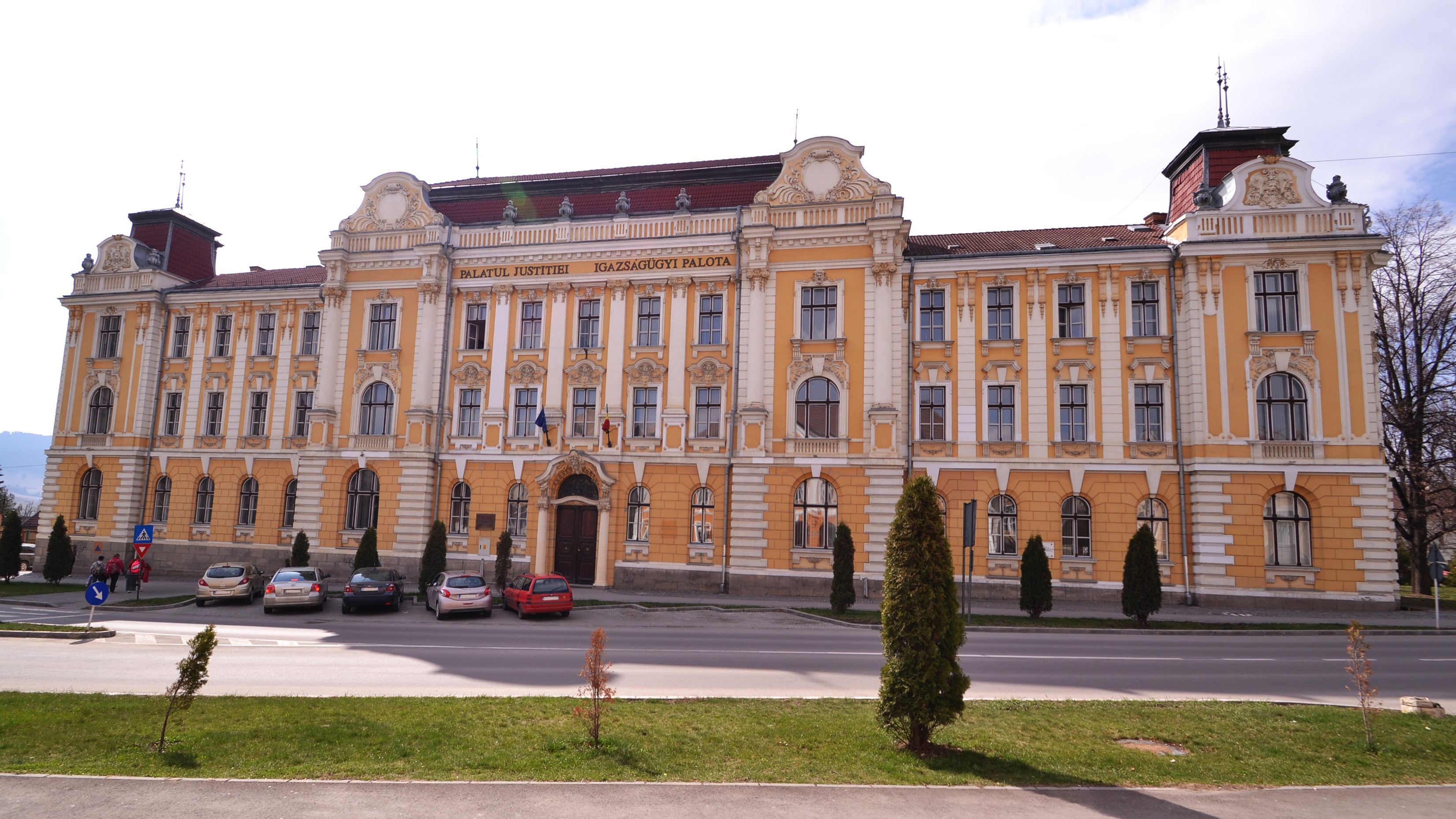
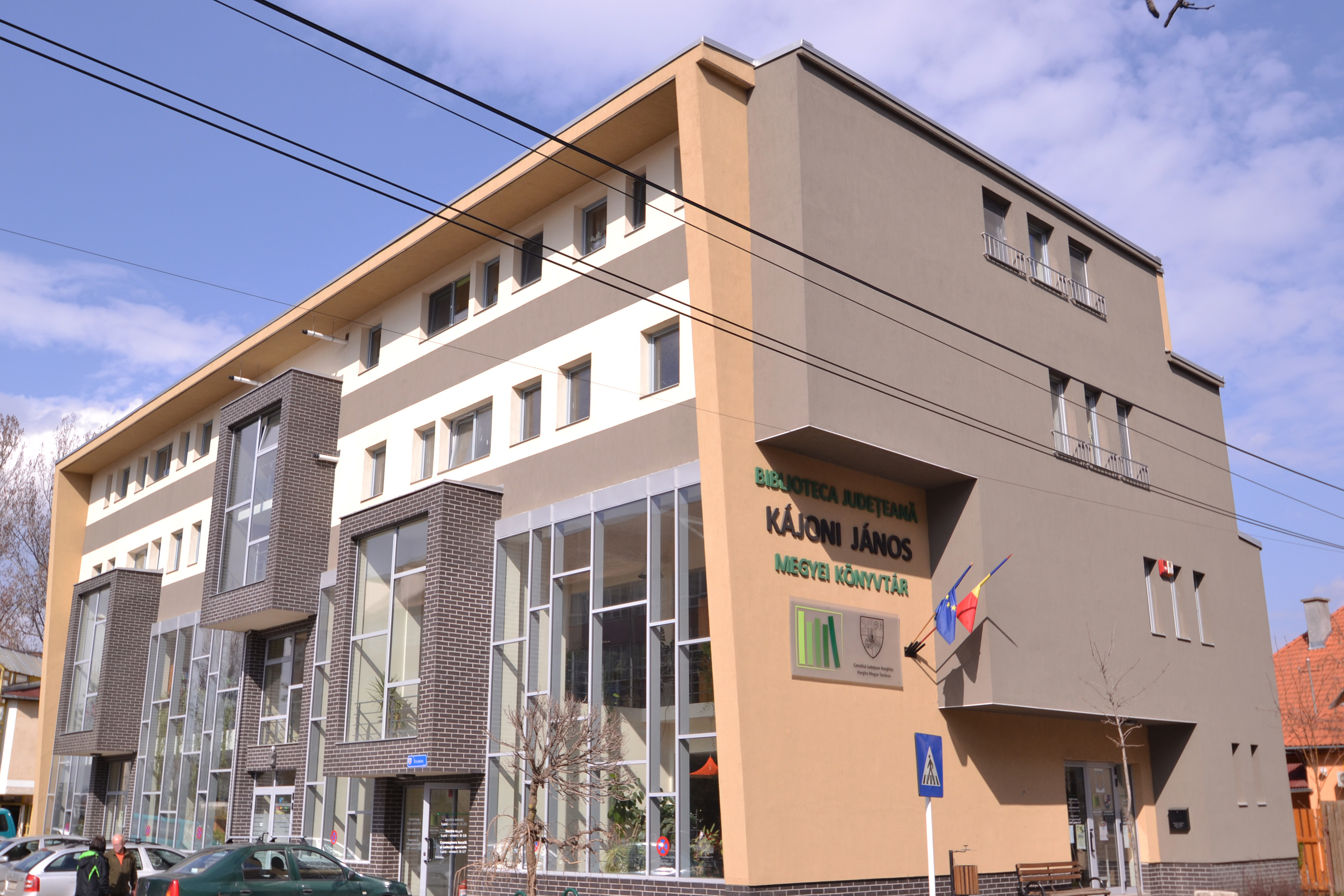
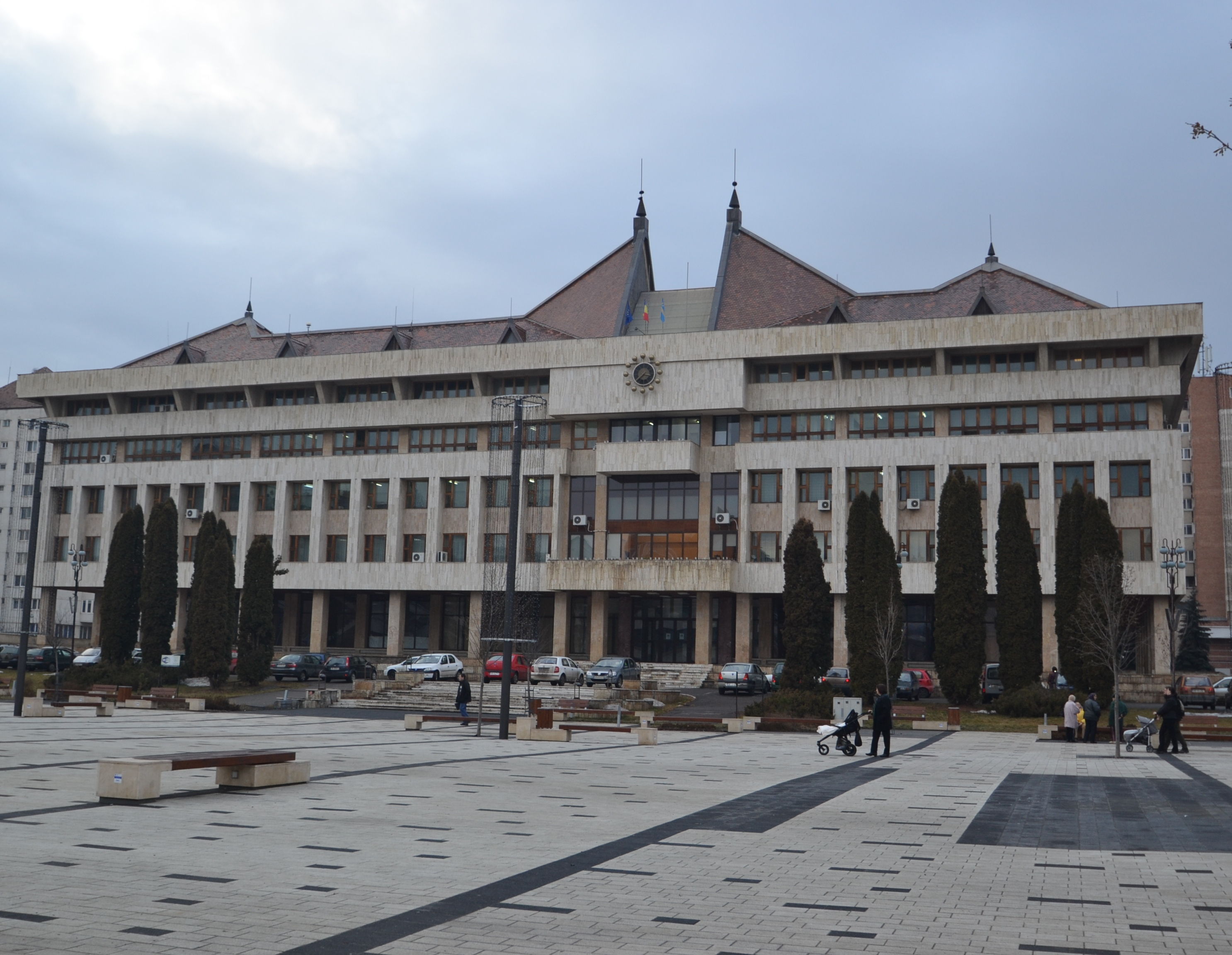